# Uniwersytet Kabulski
Uniwersytet Kabulski (dari ‏پوهنتون کابل‎, paszto ‏د کابل پوهنتون‎) – afgański uniwersytet, zlokalizowany w stolicy kraju – Kabulu. Został powołany do życia w 1946 roku.